# 比萊阿爾卑斯山脈

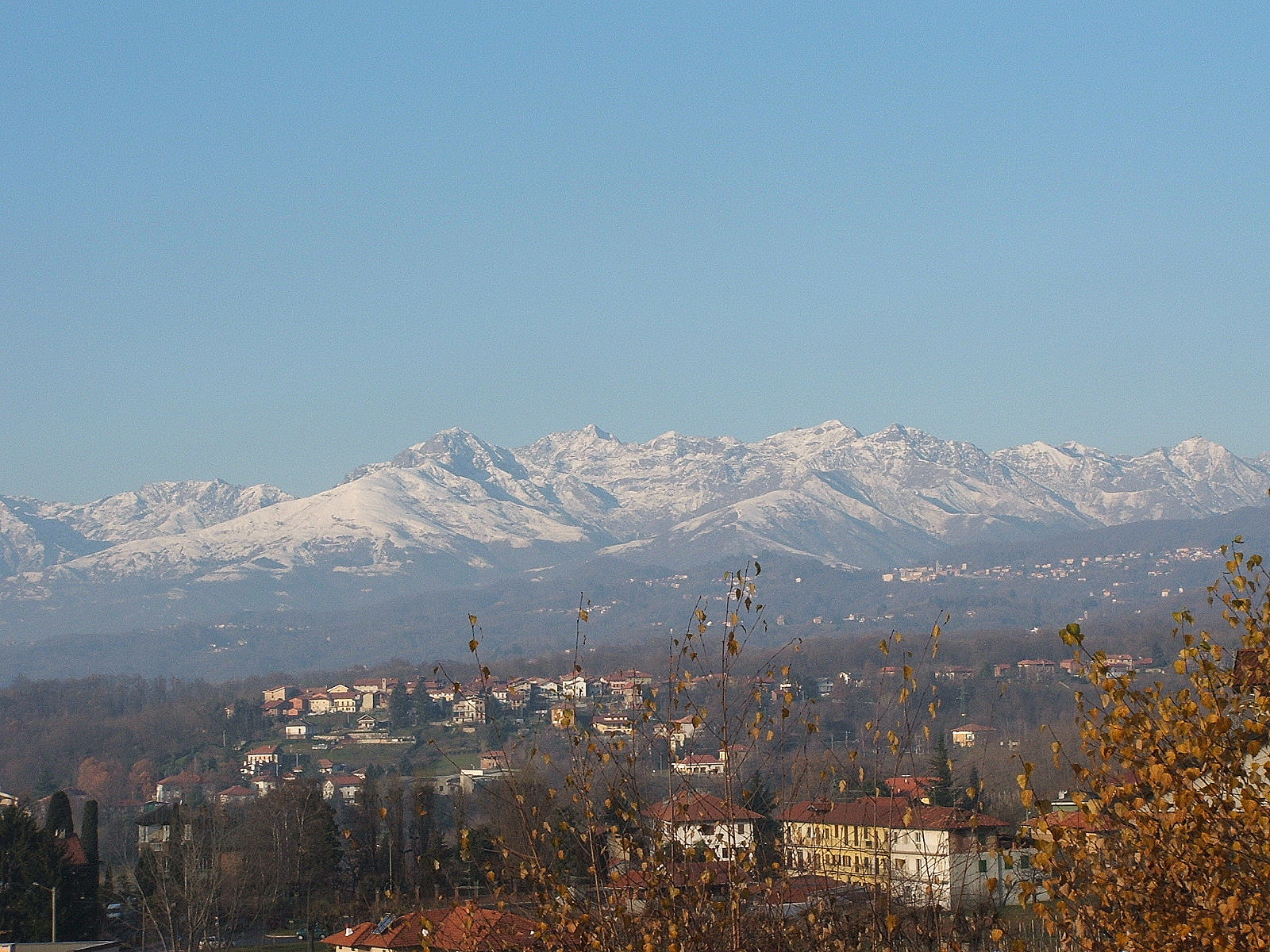

45°38′04″N 7°54′52″E / 45.63444°N 7.91444°E
比萊阿爾卑斯山脈（義大利語：Alpi Biellesi），是意大利的山脈，位於該國西北部，處於皮埃蒙特大區和瓦萊達奧斯塔大區接壤的邊界，屬於本寧阿爾卑斯山脈的一部分，最高點海拔高度2,600米。